# 에드윈 캐넌

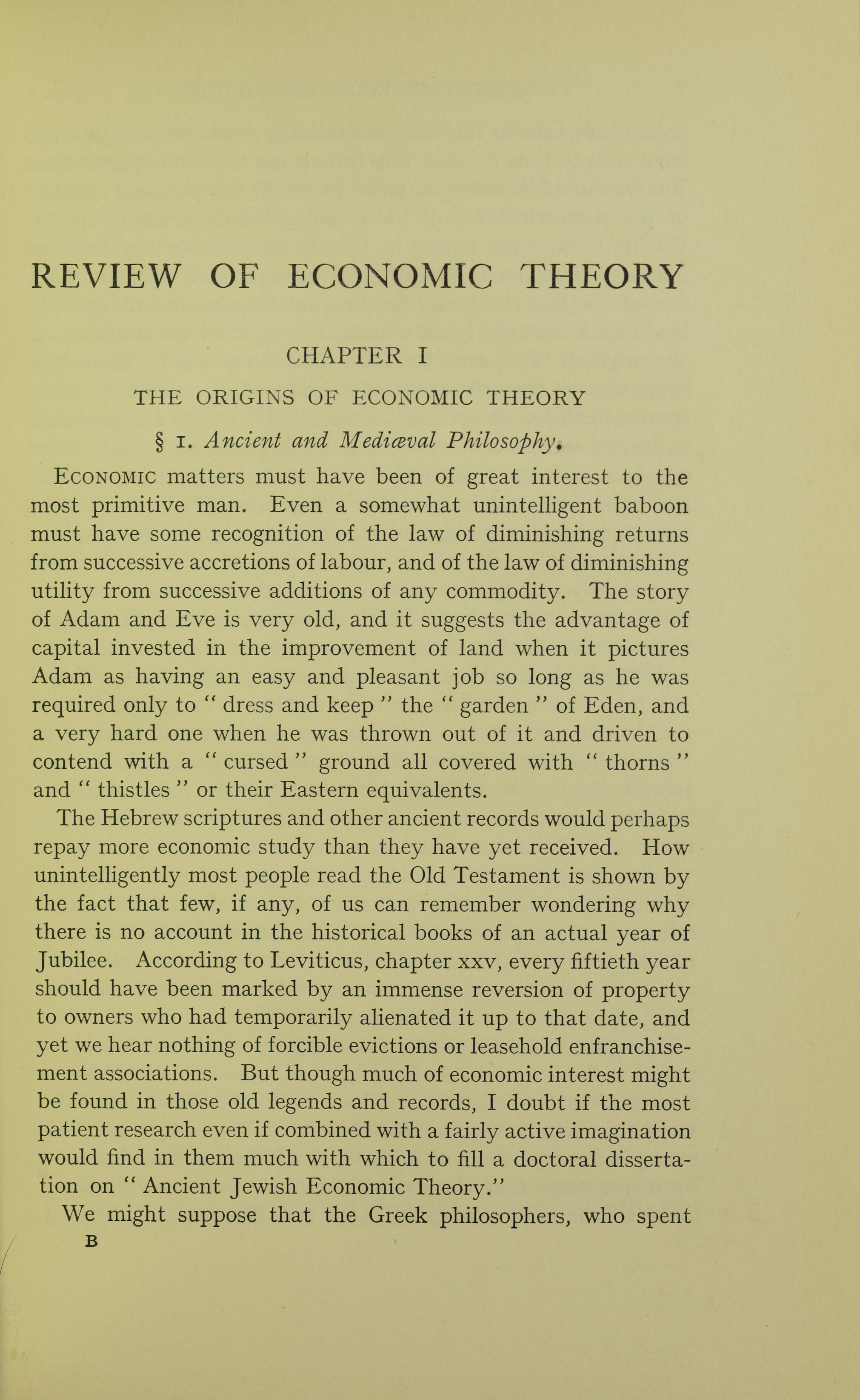
Review of economic theory, 1929

에드윈 캐넌(Edwin Cannan, 1861년 ~ 1935년)은 영국의 경제학자 및 런던 대학 교수이다. 스미스의 연구가로 알려져 있으며, 《국부론》은 캐넌 판이 정본으로 되어 있다. 특히 빈부의 문제에 관심을 두어 분배론을 중시하였다. 그의 저서로는 《생산 및 분배제론》이 있다.